# Tricoryne corynothecoides
Tricoryne corynothecoides là một loài thực vật có hoa trong họ Thích diệp thụ. Loài này được Keighery miêu tả khoa học đầu tiên năm 1986.